# Ogród zoologiczny w Grodnie
Ogród zoologiczny w Grodnie – ogród zoologiczny założony w 1927 roku w Grodnie. Ogród ma powierzchnię 5,3 ha, zamieszkuje go 3173 zwierząt z 317 gatunków.